# Eleição presidencial do Irã em 2009

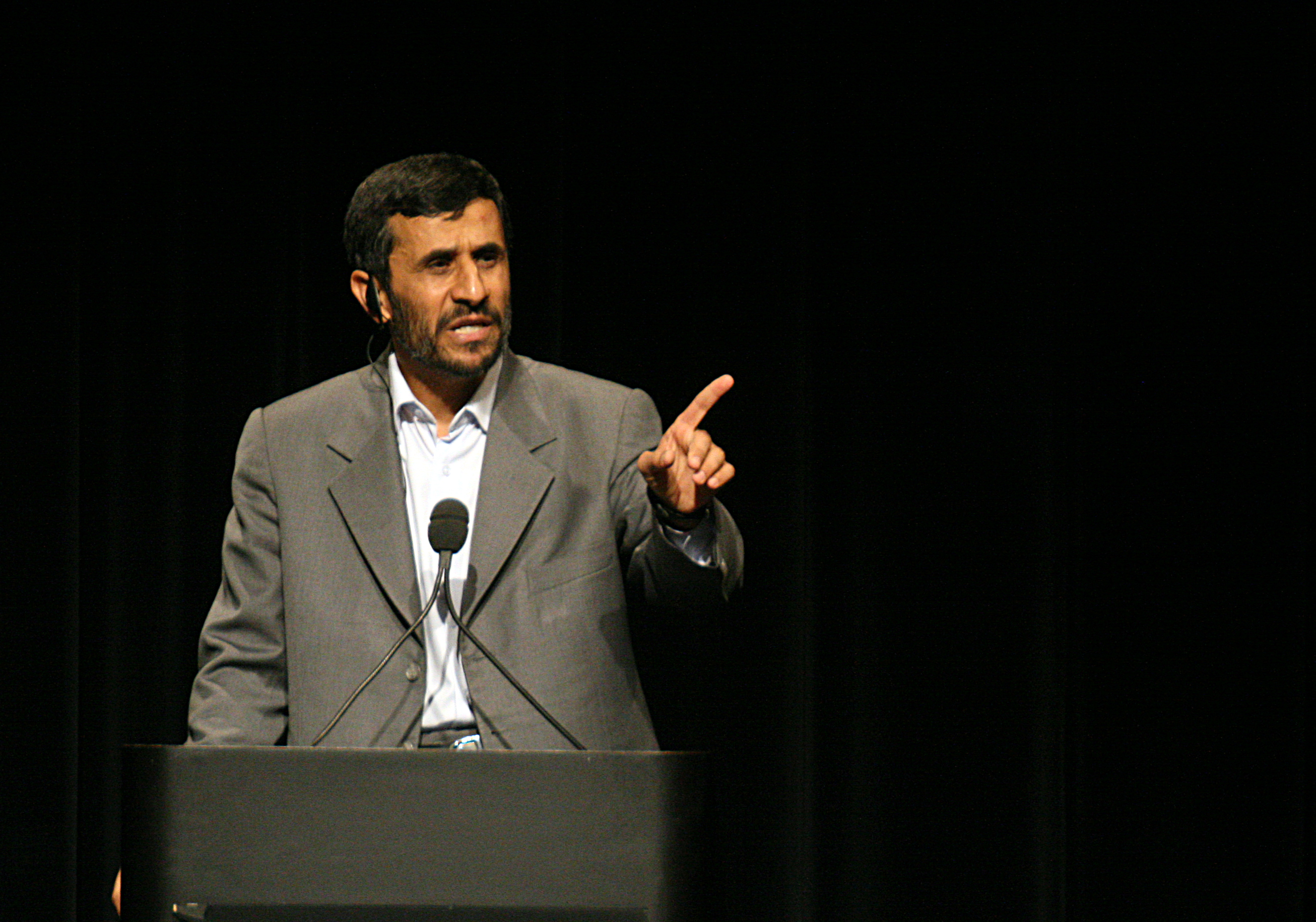
A IRNA informou a vitória de Mahmoud Ahmadinejad, já no primeiro turno, com 62,63% ...

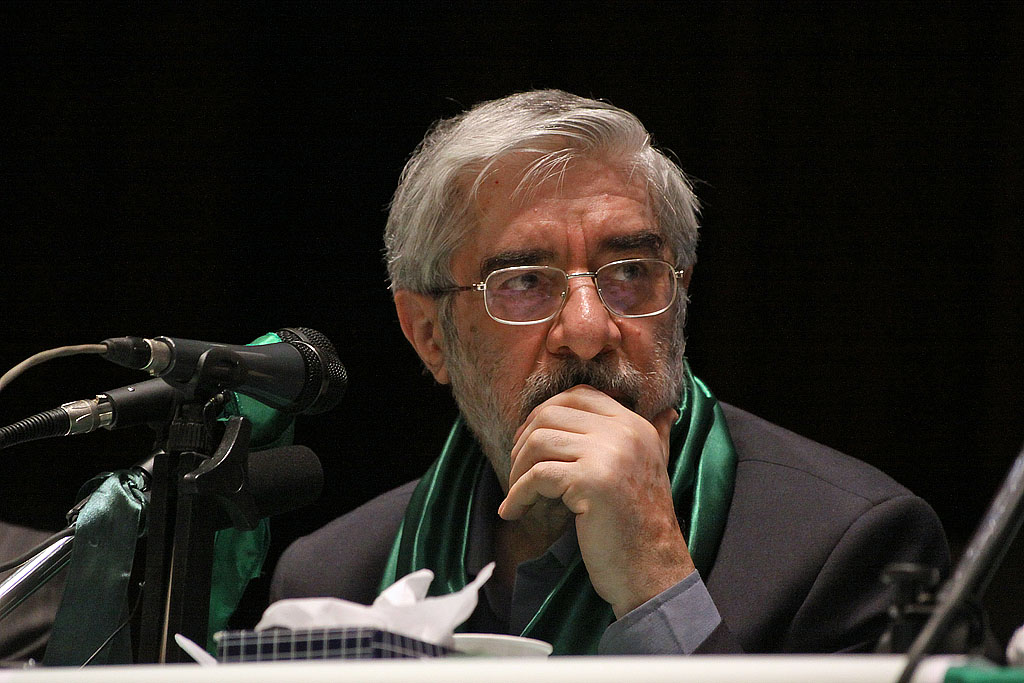
... e a derrota de Mir Hussein Mussavi, com 33,75% dos votos.

A décima eleição presidencial do Irã foi realizada em 12 de junho de 2009. Participaram da disputa os quatro candidatos aprovados pelo Conselho dos Guardiães da Constituição: Mohsen Rezaei (Independente), Mehdi Karroubi (Etemad-e-Melli), Mir Hussein Mussavi (Frente Reformista) e o atual presidente iraniano Mahmoud Ahmadinejad (Abadgaran). A principal disputa pelo posto presidencial desdobrou-se entre o presidente conservador e o reformista-conservador Mussavi. Foram as primeiras eleições em que os candidatos participaram de debate ao vivo em televisão.
O presidente do Irã é o mais alto cargo eletivo do país, no entanto, seu titular não tem poder sobre a definição da política externa nem é o chefe das forças armadas. Os candidatos à presidência do país têm de ser aprovados pelo Conselho dos Guardiães, um órgão de doze membros - seis clérigos, selecionados pelo Supremo Guia do Irã (o aiatolá), e seis juristas, propostos pelo chefe do poder judiciário e aprovados pelo parlamento iraniano. A taxa de participação de 85% foi o recorde absoluto.
Com 62,6% dos votos no primeiro turno, a Comissão Eleitoral Iraniana declarou em 13 de junho Mahmoud Ahmadinejad vencedor da eleição. Após o anúncio dos resultados, Mussavi recusou-se a reconhecer a vitória oficial de Ahmadinejad e milhares de partidários do principal candidato da oposição saíram às ruas para protestar na capital Teerã e outras cidades iranianas. Durante as manifestações, que ocorreram em diferentes dias, houve confrontos entre manifestantes e as forças de segurança iranianas que resultaram, segundo números oficiais, em ao menos 20 mortos. Também foram presos membros de alguns partidos da oposição. Os protestos por conta da eleição de 2009 configuraram-se em um dos mais intensos desde a Revolução Iraniana de 1979, que derrubou a ditadura do xá Reza Pahlevi. O aiatolá Ali Khamenei rejeitou denúncias de fraude e exigiu que a oposição reconheça o resultado oficial.
A União Europeia e vários países ocidentais expressaram preocupação sobre supostas irregularidades ocorridas na apuração, e alguns analistas e jornalistas dos Estados Unidos e da Europa levantaram dúvidas sobre a autenticidade dos resultados. Entretanto, muitos Estados-membros da Organização da Conferência Islâmica, assim como a Rússia, a China, a Índia e o Brasil reconheceram a vitória Ahmadinejad como legítima.

## A campanha

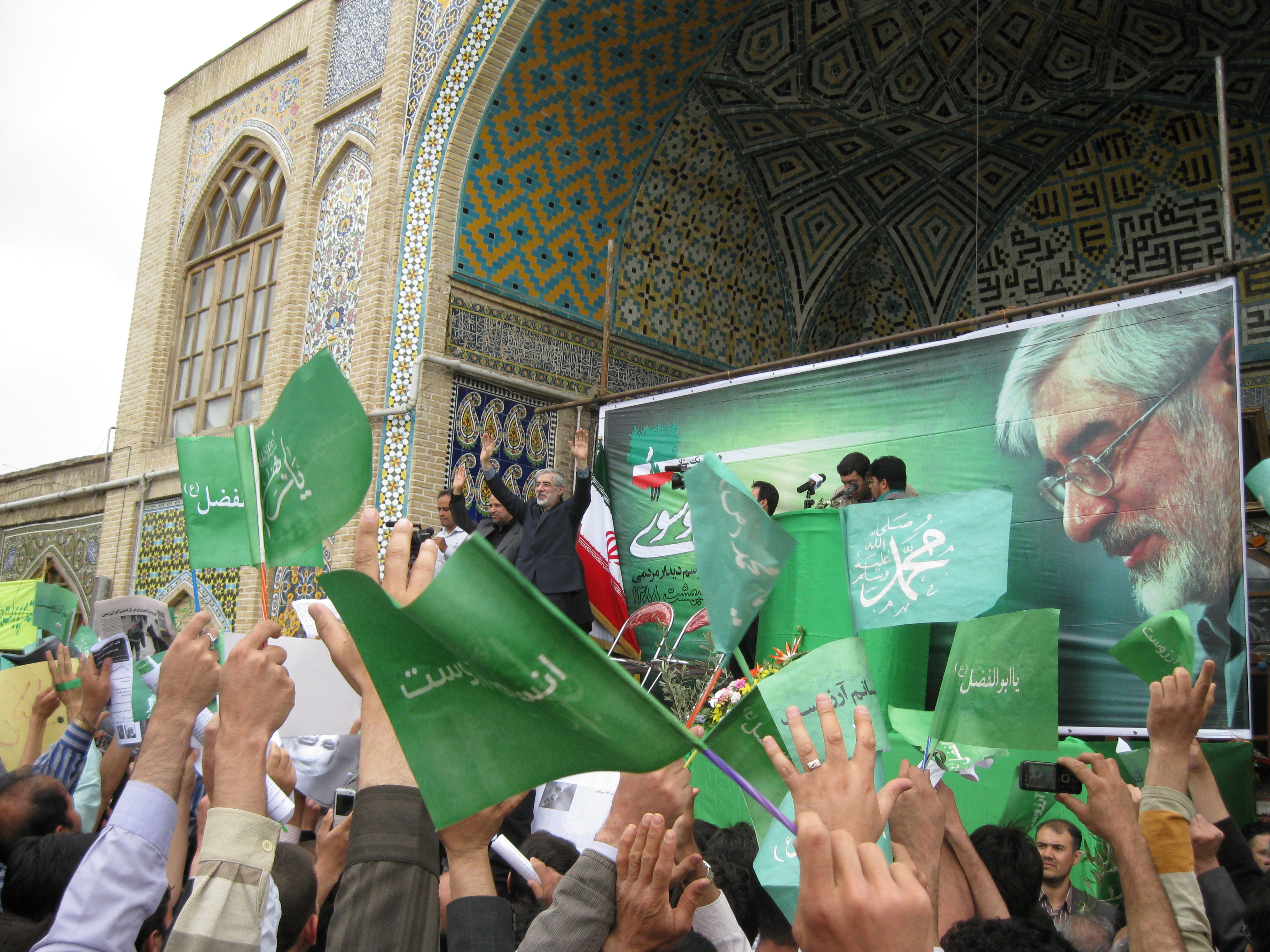
Mousavi em discurso em 19 de maio de 2009.

Durante a campanha, Mahmoud Ahmadinejad, era favorito na zona rural e teve o apoio dos setores mais conservadores, tais como o Exército e a Guarda Revolucionária. Mir Hossein Mousavi, o candidato reformista, conseguiu atrair principalmente os jovens, as mulheres e a população urbana.
Poucos dias antes do pleito, em 1º de junho, o comitê de campanha de Mousavi em Qom, a 156 km ao sudoeste de Teerã, foi atacado. Nenhum grupo reivindicou a autoria do atentado. Ao mesmo tempo, houve denúncias de uma tentativa de assassinato do ex-presidente reformista Mohammad Khatami (1997-2005). Uma bomba teria sido colocada no avião em que Khatami viajava.

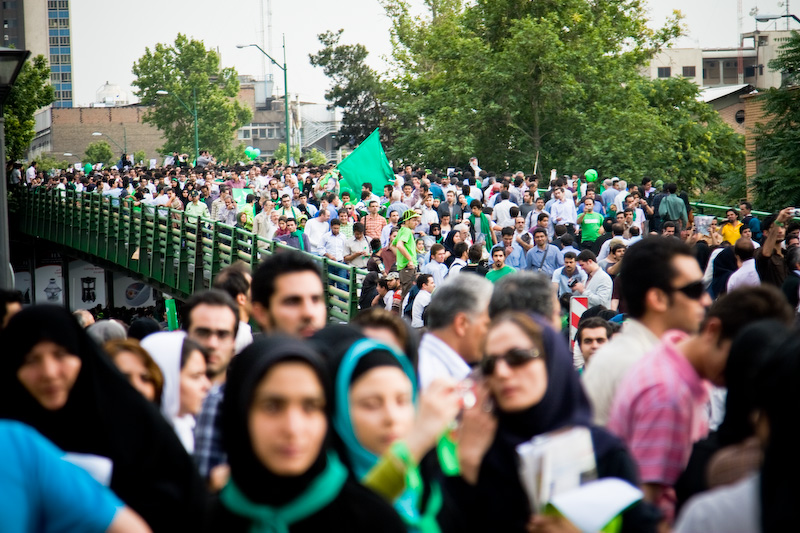
Apoiantes de Mussavi em 9 de junho, três dias antes da votação.

Pela primeira vez, os debates entre candidatos foram televisionados no Irã. Entre 2 e 8 de junho, todas as noites, os candidatos se defrontaram, dois a dois, durante aproximadamente uma hora e meia. No debate de 3 de junho, Mussavi e Ahmadinejad trocaram acusações, diante de uma audiência de mais de 40 milhões de pessoas.
Mussavi afirmou que o presidente mentira sobre os dados da economia para esconder a inflação e a incompetência para administrar o país. Ahmadinejad criticou os aliados do opositor - como os ex-presidentes Mohammad Khatami (1997-2005) e Akbar Rafsanjani (1989-1997), o qual acusou de corrupção e enriquecimento ilícito.
Rafsanjani é o atual líder do Conselho de Discernimento e da Assembleia dos Especialistas, além de ser considerado o homem mais rico do país. Muitos iranianos acreditam que as acusações possam ser verdadeiras, mas, pelo modo como foram feitas por Ahmadinejad, causaram escândalo. Mussavi, por sua vez, acusou Ahmadinejad de isolar o país internacionalmente, ao negar o holocausto dos judeus. Todos os concorrentes, no entanto, concordavam em manter o programa nuclear iraniano, com fins de produção de energia.
Em 9 de junho, Rafsanjani reagiu às acusações de Ahmadinejad com uma carta aberta ao Líder Supremo, o aiatolá Ali Khamenei, pedindo que ele censurasse Ahmadinejad pelos comentários “infundados e irresponsáveis” feitos durante o debate.

## Resultado das eleições
O ultraconservador Ahmadinejad conquistou a vitória no primeiro turno, obtendo cerca de 2/3 dos votos, seguido de longe pelo segundo colocado, o reformista Mir Hossein Moussavi. Os outros dois candidatos - o conservador independente Mohsen Rezaei e o clérigo reformista Mehdi Karubi, do Etemad-e-Melli (Partido da Confiança Nacional) - tiveram votação inexpressiva.
| Retrato             | Candidato                               | Votos      | Porcentagem |
| ------------------- | --------------------------------------- | ---------- | ----------- |
| Mahmoud Ahmadinejad | Mahmoud Ahmadinejad (Abadgaran)         | 24.527.516 | 62,63%      |
|                     | Mir Hossein Mousavi (Frente Reformista) | 13.216.411 | 33,75%      |
| Mohsen Rezaei       | Mohsen Rezaei (Independente)            | 678.240    | 1,73%       |
|                     | Mehdi Karroubi (Etemad-e-Melli)         | 333.635    | 0,85%       |
| ###########         | Votos válidos                           | 38.755.802 | 98,95%      |
| ###########         | Votos inválidos                         | 409.389    | 1,05%       |
| ###########         | Total                                   | 39.165.191 | 100,00%     |

O especialista em história moderna do Oriente Médio e do Sul da Ásia, Juan Cole, da Universidade de Michigan, aponta algumas anomalias nos resultados das eleições. Por exemplo: Ahmadinejad venceu na cidade de Tabriz, a capital da província natal de Mousavi, o Azerbaijão Oriental, com 57% dos votos. Ahmadinejad também venceu em Teerã, com mais de 50% dos sufrágios, ainda que sua popularidade nas cidades maiores seja considerada baixa. Ao mesmo tempo, Karroubi, o outro candidato reformista, recebeu menos de 1% dos votos, sendo que havia obtido 17% no primeiro turno das eleições presidenciais de 2005. Karroubi também perdeu na sua província natal, quando, tradicionalmente, o voto dos iranianos tem forte correlação com a origem étnica.
No Irã, a votação é manual, assim como a contagem de votos. Causou estranhamento, portanto, o fato de as apurações terem sido concluídas em poucas horas, quando na eleição anterior foram necessários vários dias até que o vencedor fosse conhecido.
Ali Akbar Mohtashami-Pur, antigo ministro do interior do Irã, que participou do comitê de Mousavi no monitoramento da eleição, disse que o número de votos contados em 70 municipalidades era maior que o número de eleitores informado pelo censo oficial. Em todas essas cidades, Ahmadinejad teve entre 80% a 90% dos votos.
O candidato conservador independente, Mohsen Rezaei, afirmou ter evidências de que pelo menos 900 000 iranianos - com base nas carteiras de identidade - teriam votado nele. Oficialmente ele obteve apenas 681 851 votos.
Em 16 de junho, o Conselho de Guardiães informou que, em atendimento ao pedido do líder supremo, o aiatolá Ali Khamenei, faria a recontagem dos votos das urnas em que os candidatos derrotados suspeitam ter havido fraude.
Segundo relato publicado pelo jornal francês Libération,  na tarde do escrutínio, por volta das 17 horas, os milicianos Basij tomaram o controle dos terminais de totalização do Ministério do Interior, expulsando os funcionários que ali trabalhavam. Um funcionário do ministério avisou os reformistas e informou os resultados da eleição, que teriam sido favoráveis a Moussavi, com pouco mais de 19 milhões de votos (de um total de 42 milhões). O segundo colocado teria sido o clérigo reformista Mehdi Karroubi, com mais de 13 millhões. Ahmadinejad teria ficado na terceira posição, com pouco menos de 6 milhões de votos, e o quarto candidato, Mohsen Rezaï, em último lugar, com pouco menos de 4 milhões de votos. Avisado de que teria vencido a eleição, Moussavi imediatamente se proclamou vitorioso, sendo rapidamente desmentido por Ahmadinejad e pelo Líder Supremo, Ali Khamenei. Segundo o mesmo relato, o funcionário do ministério teria sido preso no dia seguinte. Os bassij também teriam feito desaparecer uma parte das urnas, o que explica por que os resultados por cidade e por região não foram divulgados. A agência oficial IRNA teria substituído os resultados faltantes por números "tirados da cartola", chegando a afirmar que Moussavi, Karoubi e Rezai tinham sido derrotados em suas próprias cidades.
Em 22 de junho (hora local), o Conselho de Guardiães admitiu que nas eleições do dia 12 de junho foram cometidas irregularidades nas votações, segundo informação do site do canal estatal de televisão "Press TV". O Conselho reconheceu que, em 50 cidades, o número de votos foi maior que o número de eleitores inscritos, o que significa mais de 3 milhões de votos. Segundo o Conselho, as irregularidades foram encontradas entre as 170 cidades indicadas pelo candidato Mohsen Rezai como problemáticas.
Entre os indícios de fraude, os especialistas apontam o fato de Ahmadinejad aparecer sempre com o dobro de votos de Mousavi, nos resultados parciais da apuração - quando normalmente há variação, graças às diferentes tendências de diferentes regiões do país. Além disso, em apenas 12 horas, 39,2 milhões de cédulas foram contadas manualmente, quando nas eleições passadas, com uma menor participação, o tempo foi ao menos duas vezes maior. A admissão desses indícios abre caminho para a investigação das 646 irregularidades apontadas pelos três candidatos derrotados e significa uma reviravolta na situação política do país, com o fortalecimento da posição de Mousavi.

## Protestos
Grandes concentrações populares tiveram início em 13 de junho, quando o resultado final foi anunciado. Centenas de pessoas, muitas ostentando símbolos do "movimento verde" de Mousavi, protestaram contra o resultado da eleição, nas ruas de Teerã e outras cidades do país. Aos gritos de "O governo mente para o povo" e "Onde está o meu voto?," atearam fogo a pneus, bloquearam vias e houve choques com a polícia.
Segundo o resultado divulgado pela comissão eleitoral, Mousavi teria perdido até em seu próprio distrito, apesar do enorme número de seguidores que atraiu durante a campanha. Ahmadinejad negou as acusações de fraude eleitoral, assim como o Líder Supremo do Irã , o aiatolá Ali Khamenei, que pediu à população que se unisse em torno de Ahmadinejad e declarou que o resultado da eleição expressa um "julgamento divino". Mir Hossein Mousavi fez um pedido formal de anulação do resultado das eleições que, segundo ele, foram marcadas por irregularidades.
As manifestações de protesto prosseguiram por cerca de dez dias. Houve também passeatas a favor da reeleição de Ahmadinejad, que reuniram dezenas de milhares de pessoas. Ocorreram choques entre partidários de Ahmadinejad e Mousavi nas ruas principais de Teerã. Houve incêndios, vidros quebrados na rua e confrontos entre populares e policiais.
Em 15 de junho, o líder supremo do Irã, aiatolá Ali Khamenei, apesar do seu pronunciamento anterior, ordenou  ao Conselho dos Guardiães que investigasse as denúncias  apresentadas por Mir Hossein Mousavi, sobre a ocorrência de fraude na eleição presidencial.
As autoridades iranianas proibiram os jornalistas estrangeiros de fazer a cobertura das manifestações ou de qualquer acontecimento fora do programa do Ministério da Cultura e Orientação Islâmica. O principal operador de telefones celulares do país, controlado pelo Estado, ficou inoperante na capital. Dado que os veículos da mídia tradicional sofriam restrições, as notícias do movimento são transmitidas ao resto do mundo pela Internet, sobretudo através do Twitter, do Facebook e outras redes sociais. O tópico #iranelection registra mais de 220 000 tweets por hora.
Segundo uma testemunha, Mussavi, em discurso feito a simpatizantes no sudoeste de Teerã, pediu a deflagração de uma greve nacional, caso ele seja preso. As manifestações resultaram em pelo menos 20 pessoas mortas e mais de 100 feridas.

## Repercussão internacional

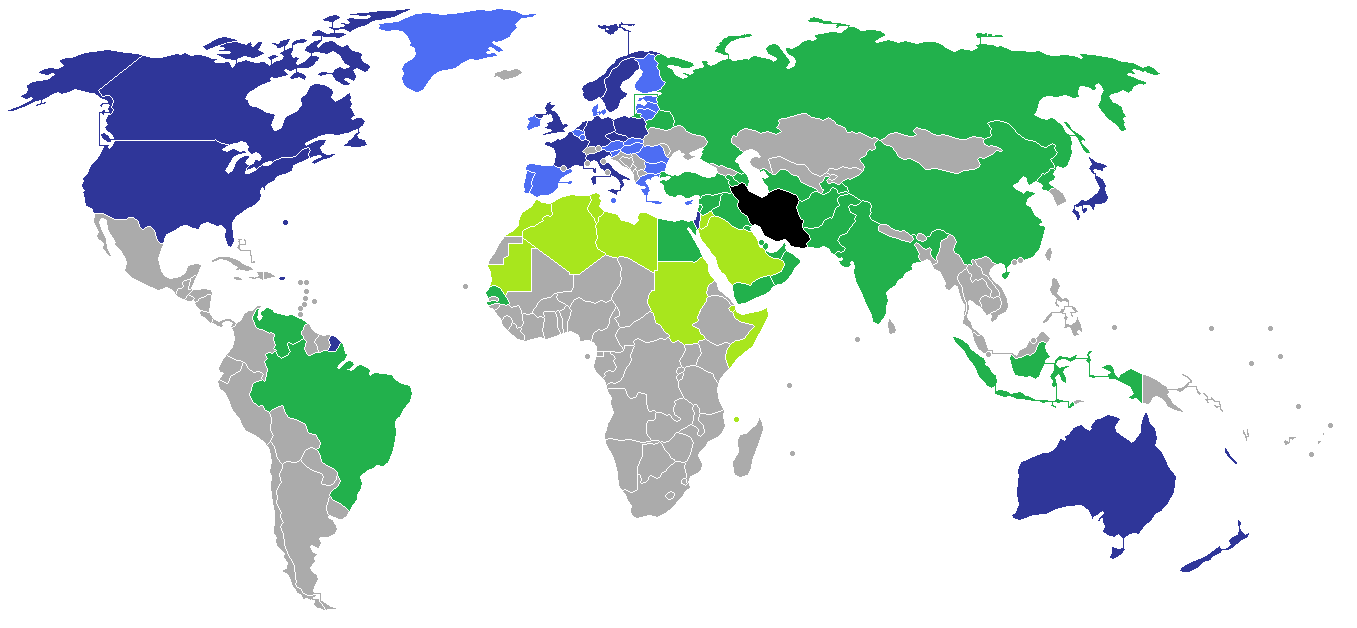
Mapa destacando a reação dos países
Irã
Países que reconheceram o resultado das eleições
Membros da Liga Árabe que não manifestaram uma opinião pública acerca dos resultados
Países que não reconheceram o resultado das eleições
Membros da União Europeia que não manifestaram uma opinião pública acerca dos resultados

A presidência tcheca da União Europeia declarou-se "preocupada com as supostas irregularidades durante o processo eleitoral e com a violência que explodiu imediatamente após a publicação dos resultados oficiais". As eleições no Irã não contam com observadores estrangeiros. A presidência da UE  declarou ainda que "espera que o resultado das eleições presidenciais seja uma oportunidade para se restabelecer o diálogo sobre a questão nuclear e para esclarecer a posição iraniana sobre este assunto".
O primeiro-ministro da França, Bernard Kouchner, criticou a reação "algo brutal" contra os manifestantes. O ministro das Relações Exteriores da Alemanha, Frank-Walter Steinmeier, declarou que o "desfecho da eleição no Irã levantou muitas questões".
Ao comentar o resultado da eleição, em um programa da rede de TV NBC, o vice-presidente dos Estados Unidos, Joe Biden, disse que "do jeito como estão reprimindo a liberdade de expressão, como estão reprimindo as multidões e como as pessoas estão sendo tratadas, a impressão que se tem é que há lugar para dúvidas reais". Iranianos oposicionistas, residentes fora do país, também têm se manifestado pela imprensa.
No dia 15, o presidente dos Estados Unidos, Barack Obama, declarou ter ficado profundamente perturbado pelas cenas de violência contra os manifestantes, no Irã. "Eu acredito que o processo democrático, a liberdade de expressão e o direito de protesto pacífico são valores universais que precisam ser respeitados,". Acrescentou ainda que aguarda a investigação do governo iraniano sobre as denúncias de fraude e que espera que ela seja conduzida de forma justa e sem mais violência, mas deixou claro que cabe aos iranianos escolher seus próprios líderes: "Nós respeitamos a soberania iraniana e queremos evitar que os Estados Unidos se tornem o tema principal dentro do Irã."
A Alta Comissária da ONU para os Direitos Humanos, Navi Pillay, emitiu comunicado, expressando sua preocupação diante do número crescente de detenções no Irã e da possibilidade do recurso excessivo à força e atos de violência por membros das milícias. A Alta Comissária lembrou "o comportamento geralmente pacífico e digno dos participantes nas grandes manifestações" em Teerã.
Em 20 de junho, cerca de 90 000 pessoas se concentraram na periferia de Paris, em Villepinte (Seine-Saint-Denis), para uma manifestação de solidariedade com os movimentos de protesto no Irão. O encontro foi organizado por membros da oposição iraniana no exílio, destacando-se os partidários da Organização dos Mujahidin do Povo Iraniano (OMPI) (cuja base fica em Auvers-sur-Oise, Val-d'Oise) e do Conselho Nacional da Resistência Iraniana (CNRI) - ambos adversários da teocracia iraniana. Muitas pessoas vieram também da Alemanha, da Bélgica e dos Países Baixos, de carro ou de ônibus.  Outros grupos de exilados organizaram manifestações pela Europa. Em Bruxelas, no mesmo dia, 300 pessoas protestaram em frente à embaixada do Irã. Houve também protestos diante das embaixadas iranianas de Tóquio, Brisbane e Sydney.
Na Alemanha, exilados iranianos também condenaram a reeleição de Ahmadinejad. Com banners, flores e fotografias da violência em Teerã, cerca de 4000 pessoas realizaram uma passeata em Hamburgo, onde a comunidade iraniana é uma das maiores da Europa. Nos banners, pediam "novas eleições". Em Frankfurt, centenas de pessoas se reuniram diante do consulado iraniano, enquanto no centro da cidade cerca de 300 pessoas clamavam pela libertação dos militantes presos e pediam à chanceler Angela Merkel que não reconhecesse o resultado oficial das eleições.